# Вормелданж
Вормелданж (на люксембургски: Wuermeldeng) е община в Люксембург, окръг Гревенмахер, кантон Гревенмахер.
Има обща площ от 17.25 км². Населението ѝ е 2387 души през 2009 година.

## Състав
Общината се състои от 8 села:
- (Cité Lehbusch)
- (Dräibur)
- (Éinen)
- (Kapenaker)
- (Meechtem)
- Ахн (Ohn)
- (Wuermerbierg)
- Вормелданж (Wuermeldeng)